# Niterói
Niterói è un comune del Brasile nello Stato di Rio de Janeiro, parte della mesoregione Metropolitana di Rio de Janeiro e della microregione di Rio de Janeiro.

## Storia
La città venne fondata il 22 novembre 1573 da un indio tupi chiamato Arariboia (che in seguito ricevette il nome cristiano di Martim Afonso de Souza). Niterói è l'unica città brasiliana ad essere stata fondata da un indio.
Dopo la guerra con la Francia per la baia di Guanabara, Araribóia richiese al governatore generale, Mem de Sá, un pezzo di terra che egli chiamava Banda d'Além ("la terra oltre"). La sua richiesta venne soddisfatta e nacque così il villaggio di São Lourenço dos Índios, il primo nome di Niterói.

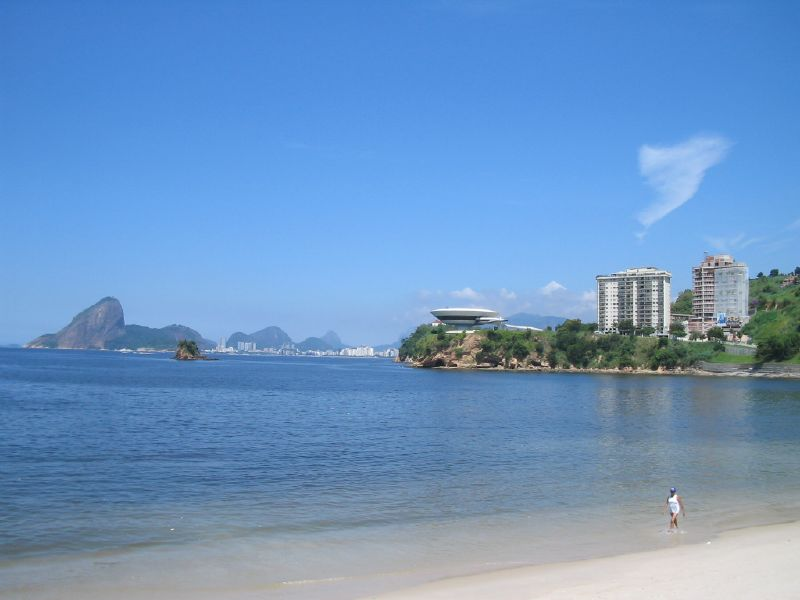
Spiaggia di Icaraí

Nel 1819, il villaggio venne riconosciuto come tale dal governo centrale, e ricevette il nuovo nome di Vila Real da Praia Grande. L'insediamento occupava solo l'area dell'attuale centro della città.
L'Ato Adicional del 1834 definiva la capitale del Brasile, Rio de Janeiro, quale Município Neutro, distaccandola amministrativamente dallo Stato di Rio de Janeiro. Tale riorganizzazione indicava inoltre Vila Real da Praia Grande quale capitale dello Stato di Rio de Janeiro.
Anticamente scritto come "Nictheroy", il nome significa "acque nascoste" in lingua tupi e venne ufficialmente cambiato in "Niterói" il 6 marzo 1835 (dal suo ultimo nome ufficiale, "Vila Real da Praia Grande", con la vecchia scrittura che persistette fino alla metà del XX secolo), in quella occasione venne elevata alla categoria di città (fino ad allora era ufficialmente un villaggio). Niterói cominciò a espandersi oltre quei limiti solo alla fine del XIX secolo, quando un servizio di tram iniziò a circolare, permettendo l'espansione della costruzione urbana. Agli inizi del XX secolo, la città iniziò la sua espansione industriale.
Ad eccezione del periodo 1894-1903, nel quale la capitale dello Stato di Rio de Janeiro fu Petrópolis, Niterói rimase la capitale dello Stato di Rio de Janeiro fino al 1975. In quell'anno lo Stato di Guanabara venne riunificato allo Stato di Rio de Janeiro, che ritornò quindi alla situazione territoriale precedente al 1834, avendo quale capitale Rio de Janeiro.
Si trova a 5 km dalla città di Rio de Janeiro, alla quale è collegata dal ponte Rio-Niterói e da un servizio di traghetto. La qualità della vita a Niterói è una delle migliori tra le città brasiliane secondo gli standard delle Nazioni Unite. Il Museo d'arte contemporanea di Niterói, il punto di riferimento della città, venne progettato dall'architetto brasiliano Oscar Niemeyer.

## Organizzazione territoriale
Niterói è amministrativamente diviso in 5 Regiões de Planejamento ("Regioni di Pianificazione") e 52 bairros (quartieri).
- Praias da Baía: Bairro de Fátima, Boa Viagem, Cachoeiras, Centro, Charitas, Gragoatá, Icaraí, Ingá, Jurujuba, Morro do Estado, Pé Pequeno, Ponta d'Areia, Santa Rosa, São Domingos, São Francisco, Viradouro e Vital Brazil.

- Norte: Baldeador, Barreto, Caramujo, Cubango, Engenhoca, Fonseca, Ilha da Conceição, Santa Bárbara, Santana, São Lourenço, Tenente Jardim e Viçoso Jardim.

- Oceânica: Cafubá, Camboinhas, Engenho do Mato, Itacoatiara, Itaipu, Jacaré,  Jardim Imbuí, Maravista, Piratininga, Santo Antônio e Serra Grande.

- Pendotiba: Badu, Cantagalo, Ititioca, Largo da Batalha, Maceió, Maria Paula, Matapaca, Sapê e Vila Progresso.

- Leste: Muriqui, Rio do Ouro e Várzea das Moças.

## Turismo
Niterói è la terza città più visitata nello Stato di Rio de Janeiro e la 5° nel Brasile.